# Montfort-sur-Risle
Montfort-sur-Risle é uma comuna francesa na região administrativa da Normandia, no departamento de Eure. Estende-se por uma área de 3,94 km². Em 2010 a comuna tinha 779 habitantes (densidade: 197,7 hab./km²).